# ویشتالوفسکی
ویشتالوفسکی (به لاتین: Vyshetalovsky) یک منطقهٔ مسکونی در روسیه است که در داغستان واقع شده‌است.